# Alte Schieberkammer

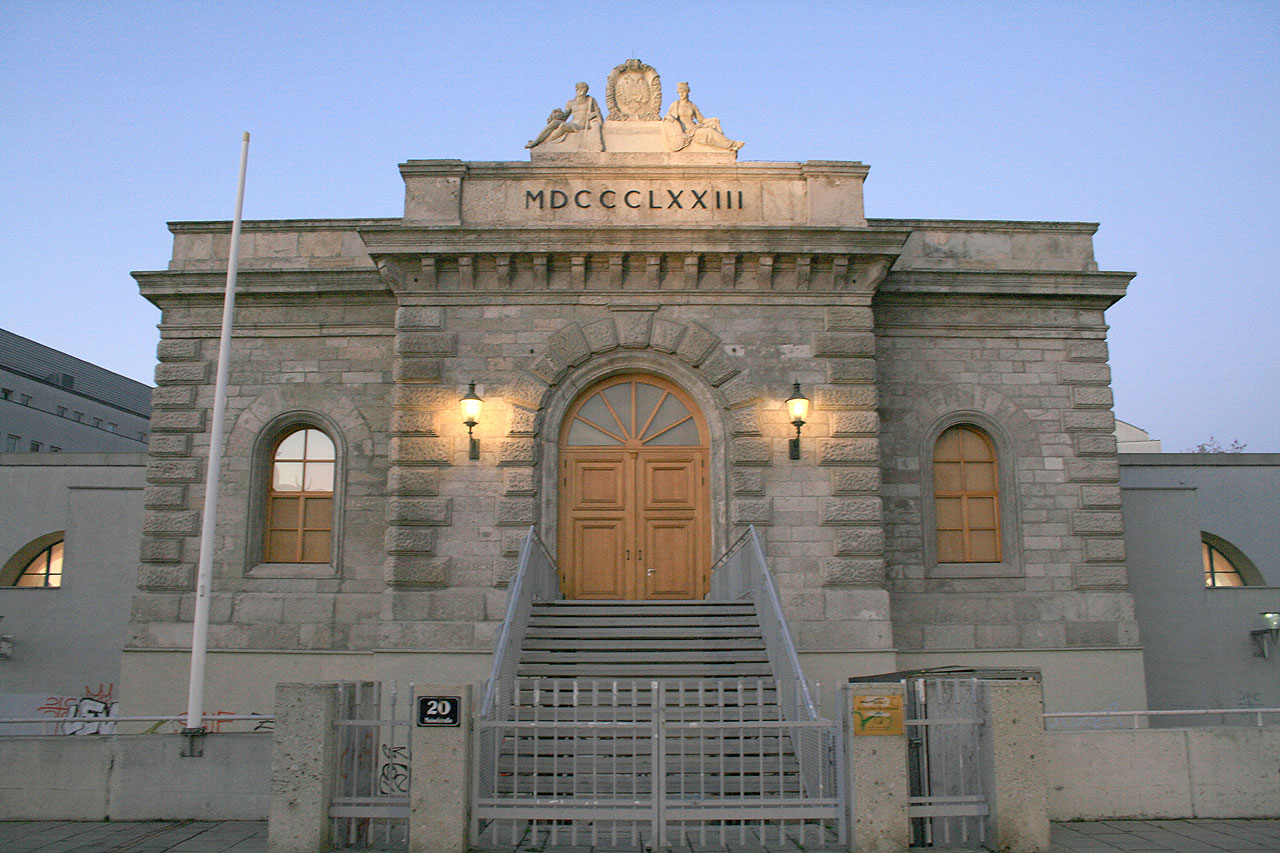
Die Alte Schieberkammer des ehemaligen Wasserbehälters Schmelz

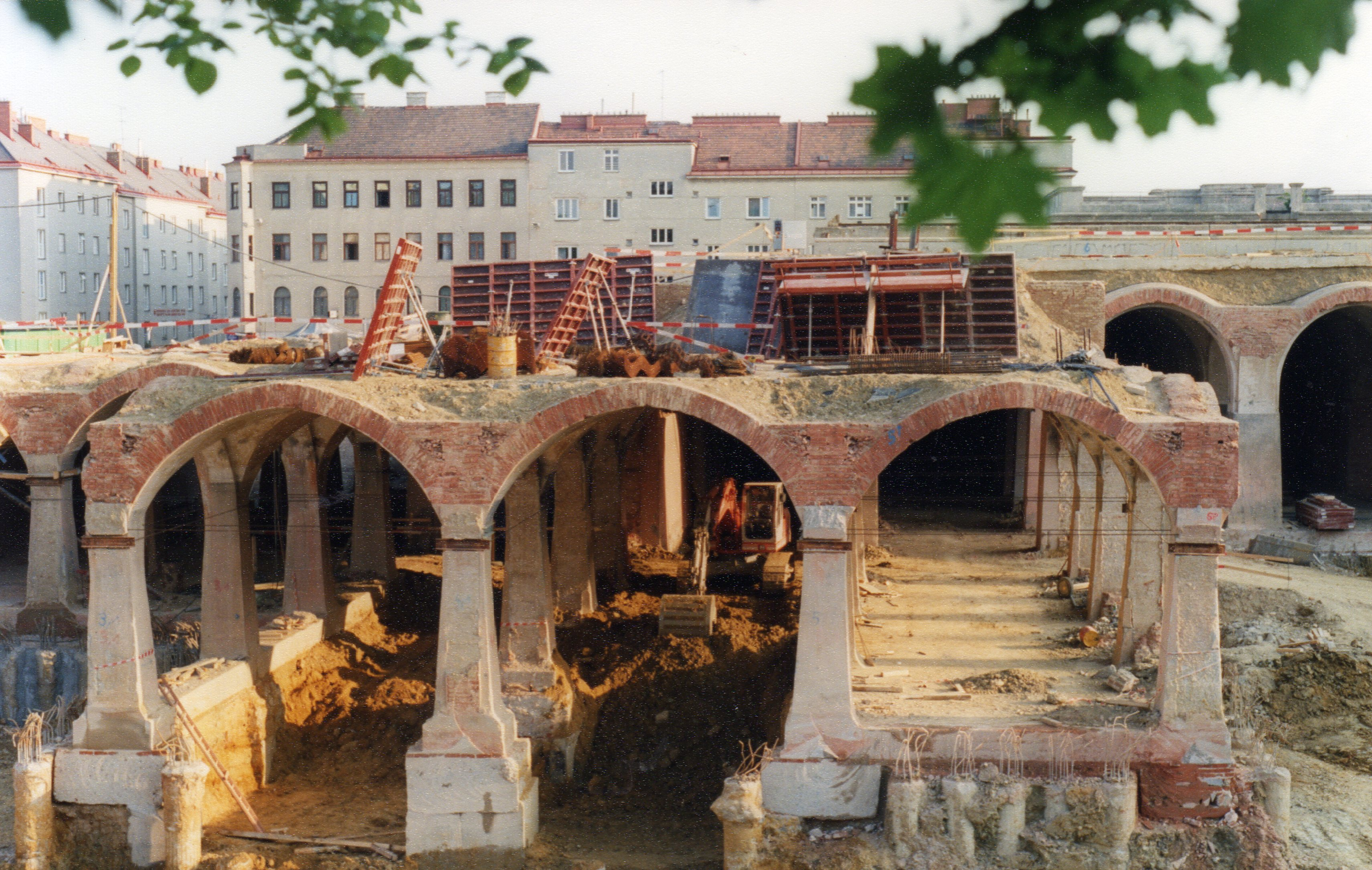
Der Wasserbehälter im Umbau, 1993

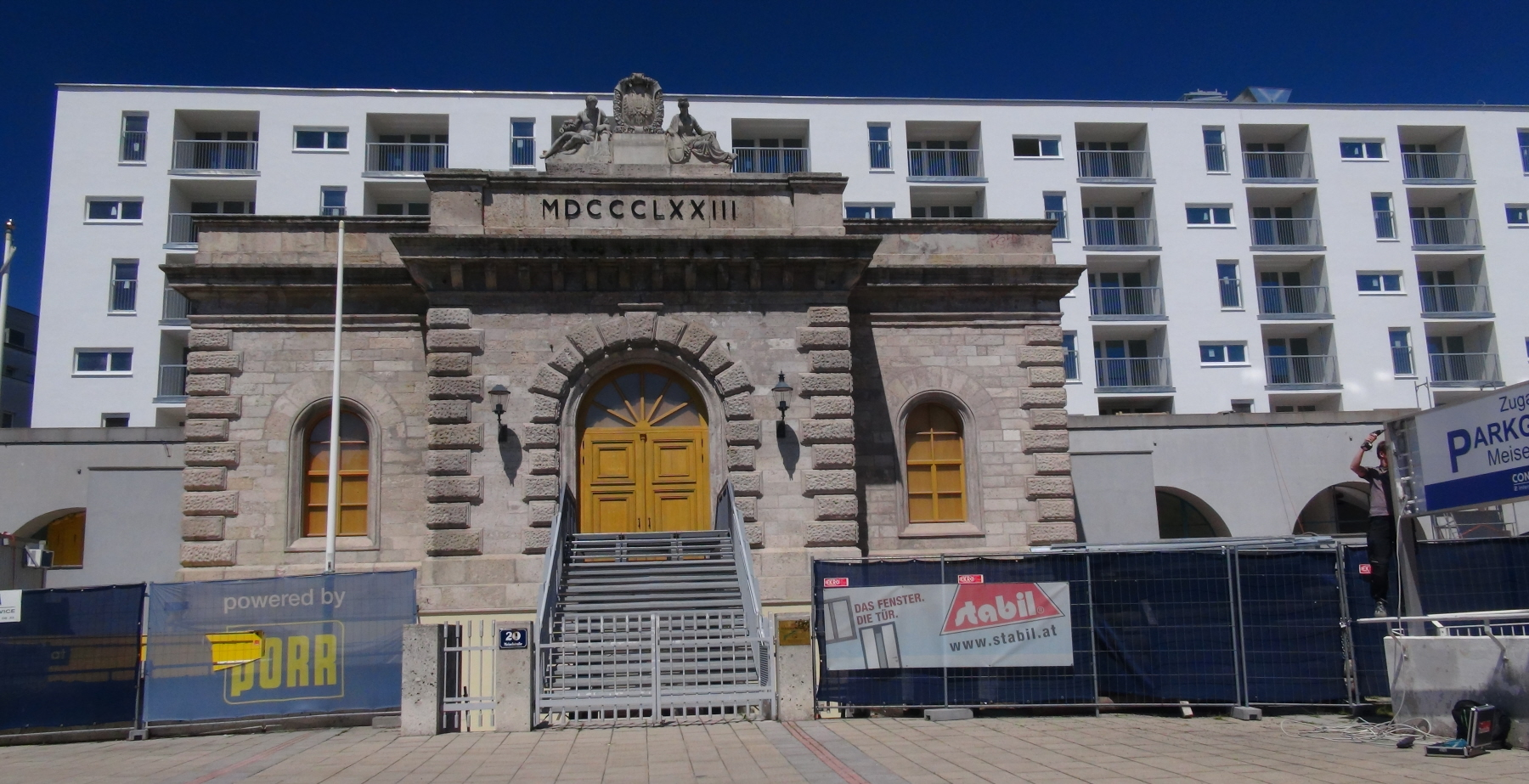
Die Alte Schieberkammer vor dem 2012/3 hinter ihr errichteten Wohnbau.

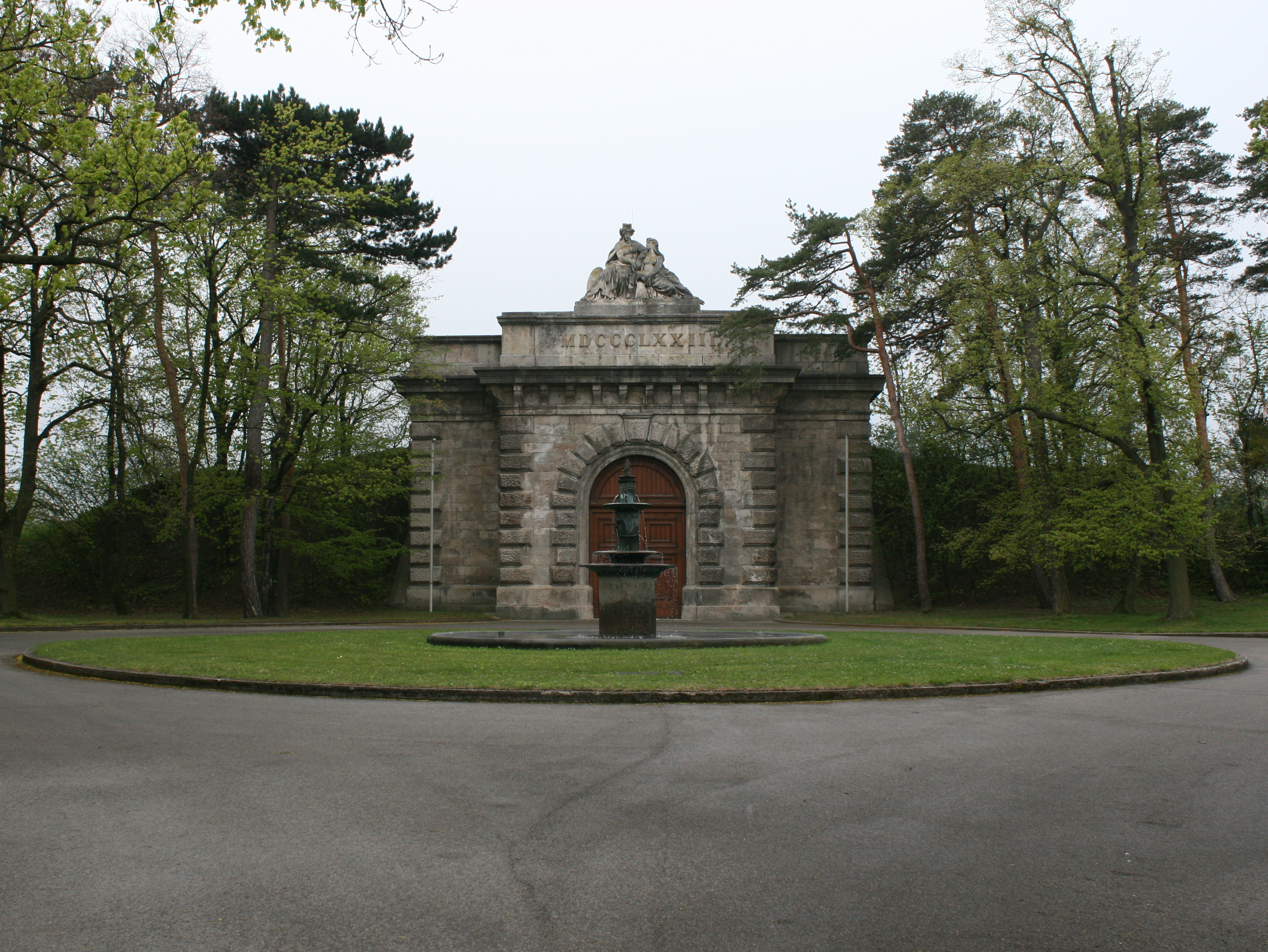
Wasserbehälter Rosenhügel

Die Alte Schieberkammer ist ein an der Meiselstraße 20 im 15. Wiener Gemeindebezirk gelegenes historisches Gebäude und Veranstaltungszentrum. Sie wurde zwischen 1870 und 1873 als Teil des Wasserbehälters Schmelz der I. Wiener Hochquellenwasserleitung auf einer gegenüber dem Schloss Schönbrunn gelegenen Erhebung (siehe Schmelz) errichtet und diente der Unterbringung von Sperrorganen (Schiebern) und Rohren, die für den Betrieb des Wasserbehälters benötigt wurden. 1995 wurde die Schieberkammer im Zuge der Umgestaltung dieser Gegend (siehe U-Bahn-Station Johnstraße, Meiselmarkt, Wiener Wasserwelt) durch die Stadt Wien in Kooperation mit der Wiener Städtischen Versicherung, die hier Wohnungen und ein Einkaufszentrum errichtete, in ein Veranstaltungszentrum umgebaut.

## Als Veranstaltungszentrum
Die Alte Schieberkammer bietet auf etwa 280 m² Fläche auf zwei Geschoßen Platz für Veranstaltungen. Die Raumakustik ist durch einen speziellen Putz auch für Musikveranstaltungen geeignet. Die Räumlichkeiten können, der Website der Stadt Wien zufolge, "im beschränkten Ausmaß für Ausstellungen, Tagungen und andere Aktivitäten gegen Kostenersatz gemietet werden. Voraussetzung ist, dass die Aktivität einen inhaltlichen Bezug zum Thema Wasser hat." Im November bis März bleibt das Gebäude geschlossen.
Die von der Magistratsabteilung 31 (Wiener Wasser) verwaltete Alte Schieberkammer verfügt als Kultureinrichtung über eine eigene Website mit Information über aktuelle und vergangene Veranstaltungen. Im Oktober 2013 fand das einwöchige Event "Designfluss und Kunststrom" statt, das einen Mode Pop-Up-Store (Untergeschoß) mit einer Kunstausstellung (Obergeschoß) kombinierte. Davor fanden neben Ausstellungen von Werken der zeitgenössischen Malerei, Bildhauerei und Fotografie auch Theatervorstellungen, Musikdarbietungen und Feiern statt. Vom 27. bis zum 29. September 2019 fand eine Ausstellung mit dem esperantosprachigen Titel Akvo de la Mondo (Wasser der Welt) statt, in der realistische und ornamentale Malereien von vier Künstlerinnen gezeigt wurden, die aus vier Ländern stammen. Zur Vernissage gab es eine Modeschau.
Am Gebäude selbst ist kein Hinweis auf kulturelle Nutzungen angebracht. Das Informations- und Präsenzdefizit erklärt die ungenügende Wahrnehmung der Alten Schieberkammer im Wiener Kulturleben, dessen Institutionen sehr stark im innerstädtischen Bereich konzentriert sind.

## Als historisches Baudenkmal
Die Alte Schieberkammer ist ein eingeschoßiger Ziegelbau mit Quaderverkleidung, dessen Eingangsbereich durch einen Mittelrisalit betont ist. Ihre Gestaltung ähnelt stark dem ehemaligen Wasserbehälter am Rosenhügel in Hietzing. An den Kanten und Fenstern sowie am Rundbogenportal finden sich Bossierungen. Über der mit MDCCCLXXIII (1873) bezeichneten Attika findet sich eine Figurengruppe mit einem Flussgott und einer Nymphe mit Wappen. Sie war bereits 1843 für ein Maschinenhaus der Kaiser-Ferdinands-Wasserleitung am Alsergrund entstanden und wurde 1873 hierher verbracht. Sehenswert ist weiters der großteils erhaltene unterirdische Wasserbehälter, der seit Mitte der 1990er Jahre den Viktualienmarkt Meiselmarkt beherbergt. Die heute zwölfjochige Pfeilerhalle mit Kreuzgratgewölben kann von unterhalb der Schieberkammer über Tore durch eine freigelegte Arkatur betreten werden. Im Bereich zwischen Schieberkammer und der stark befahrenen Johnstraße findet jeden Samstag ein Bauernmarkt statt.